# Bernard Ésambert
Bernard Ésambert, né le 7 juillet 1934 à Paris, est un ingénieur, conseiller ministériel, financier et dirigeant français dans le secteur humanitaire.

## Biographie

### Jeunesse et études
Bernard Ésambert naît dans une famille modeste. En 1939, son père, ouvrier, change son nom de famille de Ejzenberg à Ésambert afin d'échapper à l'antisémitisme ; il est toutefois déporté, avec sa famille, au camp de Drancy, auquel il survit. 
Il suit des études scientifiques en classes préparatoires scientifiques au lycée Saint-Louis, où il est boursier. Il intègre l'École polytechnique, dont il est diplômé de la promotion 1954. Classé dans la botte, il rejoint ensuite l'École nationale supérieure des mines de Paris. Il est alors mendésiste. Il suit des cours à l'Institut d'études politiques de Paris en « auditeur très libre ».

### Parcours professionnel
En 1960, il est nommé chargé de mission au gouvernement général en Algérie. Entre 1961 et 1962, il est chef du service des mines des Antilles et de la Guyane. Entre 1964 et 1966, il est nommé chargé de mission à la direction du gaz et de l'électricité, au ministère de l'Industrie, puis chef de service à la direction des carburants, jusqu'en 1967.
C'est alors qu'il rejoint le cabinet de Georges Pompidou, alors Premier ministre de Charles de Gaulle. Il y reste un an, avant de rejoindre le cabinet de Maurice Couve de Murville, qu'il quitte en 1969. Lorsque Georges Pompidou est élu président de la République, il rejoint le cabinet présidentiel. Il y est alors son conseiller industriel, et ainsi « un des auteurs des grands programmes industriels du pompidolisme ».
En 1971, il invente le concept de « guerre économique » dans un article publié par la revue Les Informations et décline ce thème dans deux ouvrages, Le Troisième Conflit mondial (Plon, 1977), et La Guerre économique mondiale (O. Orban, 1991), et dans de nombreux articles. Il présidera plus tard l'Académie de l'intelligence économique.
En 1974, il entre au Crédit Lyonnais qu'il quitte en 1977 pour le poste de président-directeur général de la Compagnie financière Edmond de Rothschild, qu'il occupa de 1977 à 1993. Il exerce parallèlement la fonction de président-directeur général de la banque Sofirec (1980–1993) et celle de président du directoire de la Compagnie financière Holding de 1982 à 1993.
Il participe à plusieurs conférences Bilderberg, dont celle d'Aix-la-Chapelle les 18,19 et 20 avril 1980.
Il est l'un des rares banquiers à ne pas boycotter François Mitterrand lorsqu'il devient président de la République.
Dans le groupe Bolloré, il a présidé la Compagnie des Glénans puis co-présidé Bolloré Technologies de 1993 à 1994,,  ainsi que de la filiale SDV (SCAC-Delmas-Vieljeux).
Dans le groupe Lagardère, il fut vice-président du conseil de surveillance de 1994 à 2004, et à la tête du conseil de surveillance de la banque Arjil de 1995, jusqu'à la cession de cette dernière par le groupe Lagardère en 2004. Il présida par la suite, de 2005 à 2008, l'Advisory Board d'Arjil.

## Autres responsabilités
Il siège aux conseils de surveillance de Biomérieux-Pierre Fabre, de Devoteam et de l'Institut de l'Entreprise.
Il a également présidé le conseil d'administration de l'École polytechnique (de 1985 à 1993),,, la commission du développement durable auprès du Premier ministre (de 1993 à 1995), l'Institut Pasteur (de 1994 à 1997), le Centre français du commerce extérieur (de 1998 à 2000), l'AGEM (Association des groupes de mobilisation européens, de 1989 à 1998) et l'École de neurosciences de Paris-Île-de-France de 2007 à 2011.
Il est membre de la Commission des opérations de bourse depuis 1996, devenue par la suite l'Autorité des marchés financiers. Il a remis en 1998 un rapport dans lequel il prône un changement législatif pour permettre aux entreprises de racheter leurs actions.
En décembre 2012, il est nommé président d'honneur du club des Vigilants après l'avoir présidé depuis sa création en 1999. Bernard Ésambert est aussi président de la Fondation française pour la recherche sur l'épilepsie qu'il a fondée en 1991[source insuffisante], de la Fédération pour la recherche sur le cerveau qu'il a fondée en 1999[source insuffisante] et de X-Résistance de 2006 à 2014[source secondaire souhaitée].
Depuis 2012, il est président de l'Institut Georges-Pompidou, et vice-président de la Fondation « Un avenir ensemble » à la grande chancellerie de la Légion d'honneur.
Bernard Ésambert reçoit le 1er septembre 2013 le prix Saint-Simon pour son dernier ouvrage Une vie d'influence, dans les coulisses de la Ve République,.

## Décorations
- Grand-croix de la Légion d'honneur (2024)[36].
  - Officier de la Légion d'honneur depuis le 26 septembre 1991, il est promu commandeur le 2 avril 1999[37],[38], puis élevé à la dignité de grand officier le 30 décembre 2011[39]
- Grand officier de l'ordre national du Mérite
- Croix de la Valeur militaire

## Ouvrages
- Une vie d'influence, dans les coulisses de la Ve République, Paris, Flammarion, 2013, 552 p. Cet ouvrage a obtenu le prix Saint-Simon en 2013.
- Agnès Bénassy-Quéré, Dominique Lamoureux, Bernard Ésambert, « La Crise comme symptôme, ses enjeux éthiques », dans Éthique et crise financière, actes de la journée d'études du 6 février 2009 organisée par la fondation Ostad Elahi en 2009,  Paris, L'Harmattan, coll. Éthique en contextes, 2009,pp. 15-42.
- Pompidou, capitaine d'Industries, Paris, Odile Jacob, 1994, 277 p.
- La Guerre économique mondiale, Paris, Olivier Orban, 1991, 296 p.
- La Guerre économique, conférence du 30 septembre 1981, Paris, Amicale des trésoriers de banque, 1981, 77 p.
- Le Troisième Conflit mondial, Paris, Plon, 1977, 330 p.

### Préfaces
- Gilles Le Bail, L'Europe, défaite ou défis, préface de Bernard Ésambert, Tournai (Belgique), éd. Fortuna, 2014, 195 p.
- François Valérian, Le Vertige de Narcisse, voyage dans l'incertitude contemporaine, préface de Bernard Ésambert, Paris, éd. Eska, 1993, 175 p.
- Gérard Simon Cohen, De la guerre industrielle, préface de Bernard Ésambert, Paris, Dunod, 1991, X-229 p.

### Articles
- « L'innovation dans les comportements et dans le rythme de croissance des investissements du téléphone », dans Entreprises et histoire, vol. 61, n° 4, 2010, pp. 66-70.
- Michel Berry, Jean-Pierre Brulé, Bernard Ésambert et al., « L’État peut-il contribuer à la réalisation de pôles industriels compétitifs ? », dans Entreprises et histoire, vol. 5, n° 1, 1994, pp. 111-134.
- « Limites du libre-échange ? Où vont les échanges internationaux ? », dans Le Débat, vol. 76, n° 4, 1993, pp. 178-185.
- « Ingénieurs mes frères officiers de la guerre économique », dans Le Monde, 9 octobre 1986.
- « Pourquoi l'aide publique parait-elle nécessaire en France », dans Le Monde, 28 septembre 1982.
- « III. Inventer un modèle français », dans Le Monde, 2 juillet 1981.
- « II. Quel rôle pour le secteur public ? », dans Le Monde, 1er juillet 1981.
- « I. À chaque pays sa vérité », dans Le Monde, 30 juin 1981.

## Filmographie
- Bernard Ésambert, une vie presque normale, ciné-portrait de Rina Sherman, vidéo HD, 90 min, 2018.